# Ryo Miyazaki
Ryo Miyazaki (* 20. August 1988 in Ōta) ist ein japanischer Boxer im Strohgewicht. 

## Profikarriere
Im Jahre 2006 begann er seine Profikarriere. Am 31. Dezember 2012 boxte er gegen Pornsawan Porpramook um den Weltmeistertitel des Verbandes WBA und gewann nach Punkten. Diesen Titel verteidigte er insgesamt zweimal.